# Paratoradjia indosinensis
Paratoradjia indosinensis là một loài chân đều trong họ Scleropactidae. Loài này được Arcangeli miêu tả khoa học năm 1948.